# Barusari (Pasirwangi)
Barusari is een bestuurslaag in het regentschap Garut van de provincie West-Java, Indonesië. Barusari telt 5745 inwoners (volkstelling 2010).